# あんしん財団
一般財団法人あんしん財団（あんしんざいだん）は、中小企業における特定保険業の実施、災害防止活動の促進などを行っている法人。被雇用者保険の適用を受けない中小企業の経営者を中心に、労働災害に対する共済を提供する他（なお中小企業の経営者は労災保険の特別加入が可能）、職場環境の向上や福利厚生に対する助成などを行っている。
かつての略称であるKSDは、「経営者」「災害」補償事業「団」の三文字から来ている。同様の財団である日本フルハップが近畿KSDを名乗っていたのは、近畿中小企業経営者災害補償事業団の略称に由来している。なお、関西地方と中国地方と四国地方の2府13県については当財団の事業エリア外であり、フルハップとの競合は九州地方（沖縄県を除く）に留まっている。九州地方においては、取扱金融機関は当財団は普通銀行と信用組合に対し、フルハップは信用金庫としており棲み分けがなされている。

## 沿革
- 1964年（昭和39年） - 中小企業経営者災害補償共済会設立[1]。
- 1965年（昭和40年） - 財団法人化のため、財団法人中小企業経営者災害補償事業団に改称。
- 1969年（昭和44年）- 東京都から財団許可。
- 1994年（平成6年） - 財団法人ケーエスデー中小企業経営者福祉事業団に改称。
- 2000年（平成12年）- KSD事件発覚。
- 2003年（平成15年） - 財団法人中小企業災害補償共済福祉財団に改称。
- 2015年（平成27年）- 一般財団法人化、あんしん財団に改称。

## 配置転換を巡る労働裁判
過去に本財団は職員の男女7人から、違法な配置転換を命じられて精神的な苦痛を受けたなどとして、損害賠償を求めた訴訟を提起されたことがある。
2018年（平成30年）2月26日、第一審の東京地方裁判所（江原健志裁判長）において､女性4人に対する慰謝料など計440万円を支払うよう本財団に命じた｡一方、男性3人に対する転勤命令は適法とした。
この判決を受けて、被告である本財団が控訴。2019年（平成31年）3月14日に東京高等裁判所での控訴審（村田渉裁判長）において女性4人に対する慰謝料請求が全て棄却され、配置転換命令等について人事権の濫用が否定される判決が言い渡された。
この判決を不服として原告側は上告した。
その後、2020年（令和2年）3月10日に最高裁判所第三小法廷（宇賀克也裁判長）において、原告側の損害賠償等請求上告が棄却されたことにより、配置転換命令とそれに伴う降格処分、職種変更等の有効性等が確定した。
その後、この2015年（平成27年）4月1日付配置転換命令をきっかけとして心身に不調をきたしたと主張する女性職員2名が労働基準監督署から労災認定を受けた。それに対して財団側は国と女性職員本人に対して労災認定取り消しを求める行政訴訟を起こし、現在、係争中である。
また、本件争議にかかる職員への資料の配付と説明について、東京都労働委員会は、組合に対する支配介入に該当するとして、2021年（令和3年）6月15日付で命令書を交付している。